# 978
| Calendário gregoriano                                                        | 978 CMLXXVIII                                          |
| Ab urbe condita                                                              | 1731                                                   |
| Calendário arménio                                                           | 427 – 428                                              |
| Calendário bahá'í                                                            | -866 – -865                                            |
| Calendário budista                                                           | 1522                                                   |
| Calendário chinês                                                            | 3674 – 3675 Início a 11 de fevereiro (aproximadamente) |
| Calendário copta                                                             | 694 – 695                                              |
| Calendário etíope                                                            | 970 – 971                                              |
| Calendários hindus - Vikram Samvat - Calendário nacional indiano - Cáli Iuga | 1033 – 1034 899 – 900 4078 – 4079                      |
| Calendário Holoceno                                                          | 10978                                                  |
| Calendário islâmico                                                          | 367 – 368                                              |
| Calendário judaico                                                           | 4738 – 4739                                            |
| Calendário persa                                                             | 356 – 357                                              |
| Calendário rúnico                                                            | 1228                                                   |
| Calendário solar tailandês                                                   | 1521                                                   |

978 (CMLXXVIII, na numeração romana) foi um ano comum do século X do Calendário Juliano, da Era de Cristo, teve início a uma terça-feira e terminou também a uma terça-feira e a sua letra dominical foi F (52 semanas).
No território que viria a ser o reino de Portugal estava em vigor a Era de César que já contava 1016 anos.
| Ano completo                       |
| ---------------------------------- |
| Ano comum com início à terça-feira |

## Nascimentos
- Zoé Porfirogênita - Imperatriz bizantina.
- Jaroslau I de Quieve

## Mortes
- 18 de Março - Rei Eduardo o Mártir de Inglaterra, assassinado por apoiantes do meio irmão Etelredo II de Inglaterra.